# こしたてつひろ
こした てつひろ（1965年3月8日 - ）は、日本の漫画家。岩手県上閉伊郡大槌町吉里吉里出身、埼玉県蓮田市在住。
1985年、『週刊少年サンデー増刊号』（小学館）誌上にて、『拝啓サラダボーイ』でデビュー。少年誌から児童誌へ活動の場を移し、『炎の闘球児 ドッジ弾平』で第37回（平成3年度）小学館漫画賞受賞。作品に『炎の闘球児 ドッジ弾平』、『爆走兄弟レッツ&ゴー!!』などがある。
『ドッジ弾平』でドッジボールブームを、『レッツ&ゴー』でミニ四駆ブームを起こすなど、特に1990年代に第一線で活躍した漫画家である。

## 作品リスト
- 拝啓サラダボーイ（『週刊少年サンデー増刊号』1985年12月号 - 1987年8月号、全2巻）
- パニック方程式（『週刊少年サンデー』1986年23号 - 1987年9号、全4巻）
- ミニ四駆RC伝説 燃えろ!アバンテ兄弟（『別冊コロコロコミック』1989年 - 1990年、全2巻）
- 炎の闘球児 ドッジ弾平（『月刊コロコロコミック』1989年11月号 - 1995年6月号、『別冊コロコロコミック』1990年12月号-1992年10月号、『小学四年生』1990年4月号 - 1993年3月号、てんとう虫コミックス 全18巻）
  - 炎の闘球女 ドッジ弾子（『週刊コロコロコミック』2022年11月28日[3] - 、コロコロコミックススペシャル 既刊5巻）
- 爆走兄弟レッツ&ゴー!!（『月刊コロコロコミック』1994年7月号 - 1997年11月号、『別冊コロコロコミック』1994年10月号 - 1997年12月号、『小学四年生』1995年11月号 - 1998年1月号、てんとう虫コミックス 全13巻）
  - 爆走兄弟レッツ&ゴー!!MAX（『月刊コロコロコミック』1998年1月号 - 1999年10月号、『別冊コロコロコミック』1998年2月号 - 1999年8月号、『小学四年生』1998年2月号 - 1998年6月号、てんとう虫コミックス 全7巻）
  - 爆走兄弟レッツ&ゴー!! Return Racers!!（2014年 - 2021年、『コロコロアニキ』第1号 - 2021年春号→コロコロオンライン、てんとう虫コミックス 全6巻）
  - レッツ&ゴー!! 翼 ネクストレーサーズ伝（2017年 - 2021年、『コロコロイチバン!』2017年10月号 - 2021年3月号、てんとう虫コミックス 全5巻）
- GET THE GOAL!! 4V4嵐（『月刊コロコロコミック』2000年3月号 - 2001年12月号、全4巻）
- かっとびレーサー!ダンガン狼（『月刊コロコロコミック』2004年4月号 - 2005年10月号、全3巻）
- 最強番犬ガオー（『コロコロイチバン!』9号〈2006年9月号〉 - 14号〈2007年7月号〉）
- ゴールゲッター勇斗（2007年4月 - 2008年3月、『小学二年生』・『月刊コロコロコミック』2007年4月 - 2008年3月、てんとう虫コミックスペシャル 全1巻）
- 獣神伝 -勇者と希望のカード-（『コロコロイチバン!』15号〈2007年9月号〉 - 21号〈2008年9月号〉）
- ヤッターマン（『小学一年生』、『小学二年生』、『小学三年生』2008年 - 2009年、てんとう虫コミックスペシャル 全2巻）
- イナズマイレブンシリーズ（原案協力：利田浩一、原作・監修：レベルファイブ、『コロコロイチバン!』2010年3月号 - 2014年4月号）
  - イナズマイレブン爆外伝集（全2巻）
  - イナズマイレブンGO 爆外伝集（全3巻）
- トイ・ストーリーシリーズ（2010年 てんとう虫コミックススペシャル ディズニーコミックス）

## 短期連載など
- 妖怪戦士チビおに（『別冊コロコロコミック』1988年12月、1989年2月号）
- 超球児ガオー!!（『別冊コロコロコミック』1993年8月号 - 10月号）
- サッカーキッド（『別冊コロコロコミック』1994年）
- ガンガン!頑太（全2話、『ハイパーコロコロ』1999年春号、夏号）
- カスタムロボ（『別冊コロコロコミック』1999年8月号 - 12月号）
- カスタムロボV2（全3話、『別冊コロコロコミック』2001年2月号 - 2001年6月号）
- 妖怪ハンタージンタ!（全2話、『コロコロコミック』2002年1月号、2月号）
- ドッジファイター一撃!（全3話、『コロコロコミック』2002年12月号 - 2003年2月号）
- つっぱれ!番太（『コロコロイチバン!』2006年3月号）
- 熱血!ミニ四駆スクール!!（『小学三年生』2009年4月号 - 2011年3月号）
- ミニ四バトラー牙（『小学四年生』2010年4月号 - 2011年3月号）
- ミニ四駆ちょうさ隊（『小学三年生』2011年4月号 - 2012年3月号）
- ガッツリ!ミニ四駆劇場（『小学四年生』2011年4月号 - 2012年3月号）
- イナズマイレブンGO（原作：レベルファイブ、『てれびくん』2012年3月号、2012年7月号）
- イナズマイレブンGO化身ひみつ全百科（2012年5月）
- イナズマイレブンGO2 クロノストーン（原作：レベルファイブ、『てれびくん』2013年1月号）

## ゲーム
- サッカーキッド（スーパーファミコン、やのまん、1993年）
- ヤムヤム（スーパーファミコン、バンダイ、1995年）

## 商品デザイン
- タミヤ フルカウルミニ四駆シリーズ/エアロミニ四駆シリーズ/リアルミニ四駆シリーズ/ミニ四駆PROシリーズ「バイソンマグナム」、「ロデオソニック」、「トライダガーXX」

## ドラマCD
- 爆走兄弟レッツ&ゴー!! 超青春ドラマCD（2017年、原案・イラスト）